# フィンセント・セラー
フィンセント・セラー（Vincent Sellaer、1490年 – 1564年）は16世紀フランドルの画家である。神話に題材を取った絵画や宗教画を描いた。イタリア絵画のスタイルとフランドルの絵画の折衷的なスタイルの画家である。

## 略歴
メヘレンに生まれたとされる。その生涯については殆ど知られていないが1538年にメヘレンで活動していたことが知られている
。17世紀初めのカレル・ヴァン・マンデルの著書『画家列伝』のなかでVincent Geldersmanとして、記述している画家と同じ人物であろうとする説が有力である。若い時代に（1521年から1524年か1525年まで）イタリアで修行し、特にロンバルディアのブレシアで、レオナルド・ダ・ヴィンチなどの影響を受けたとされる。
メルヘンに戻って活動し、多くの神話に題材を取った絵画や宗教画を描いた。セラーの作品は、1560年代後半にフランドルで広がったカルヴァン派の武装蜂起「Beeldenstorm(偶像破壊)」などで多くが失われた。
フランス・フロリス(Frans Floris de Vriendt)やウィレム・ケイ(Willem Key)、ヨース・ファン・クレーフェといった同時代の画家に影響を与えたとされる。

## 作品

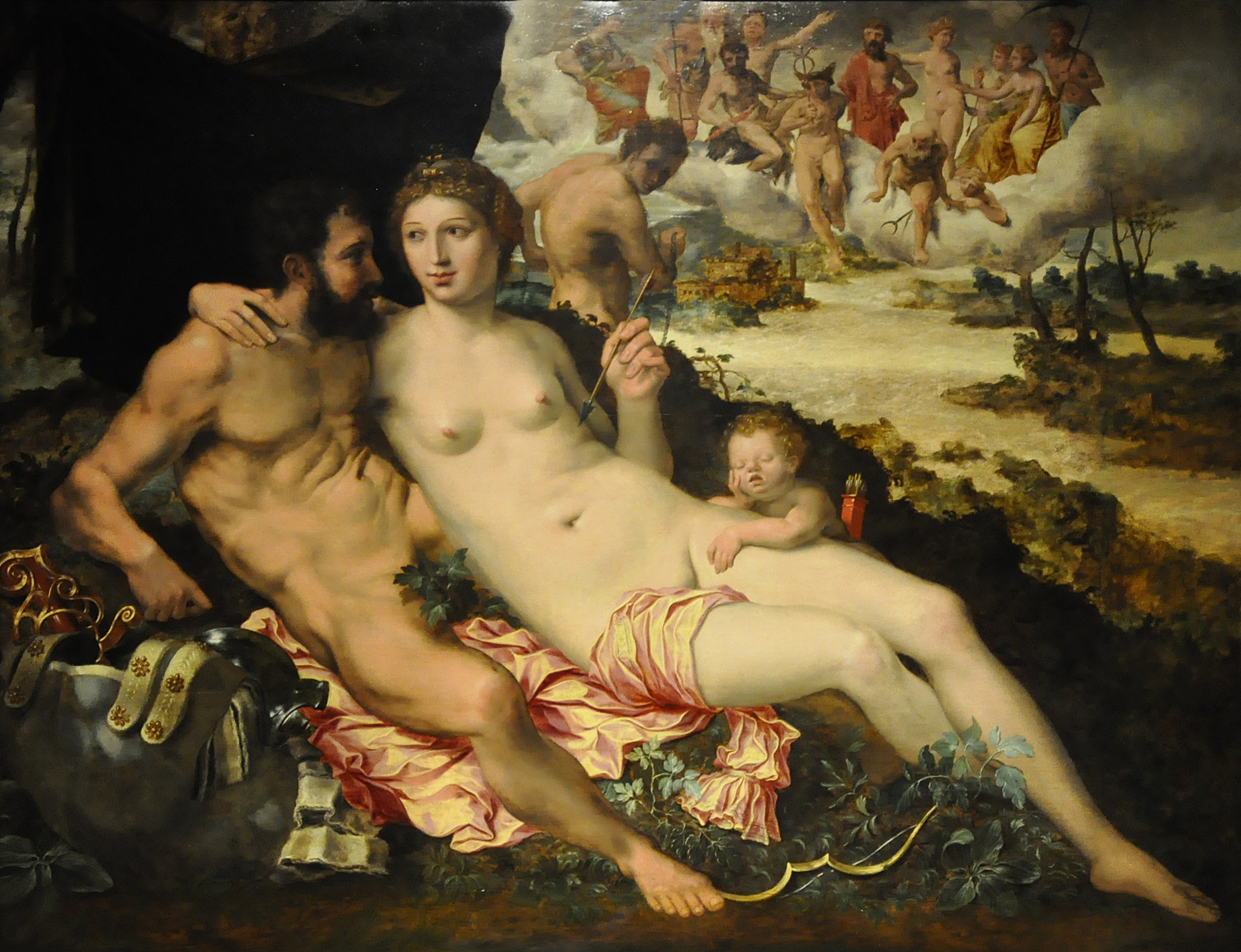
マルスとヴィーナス ルーヴェンの美術館
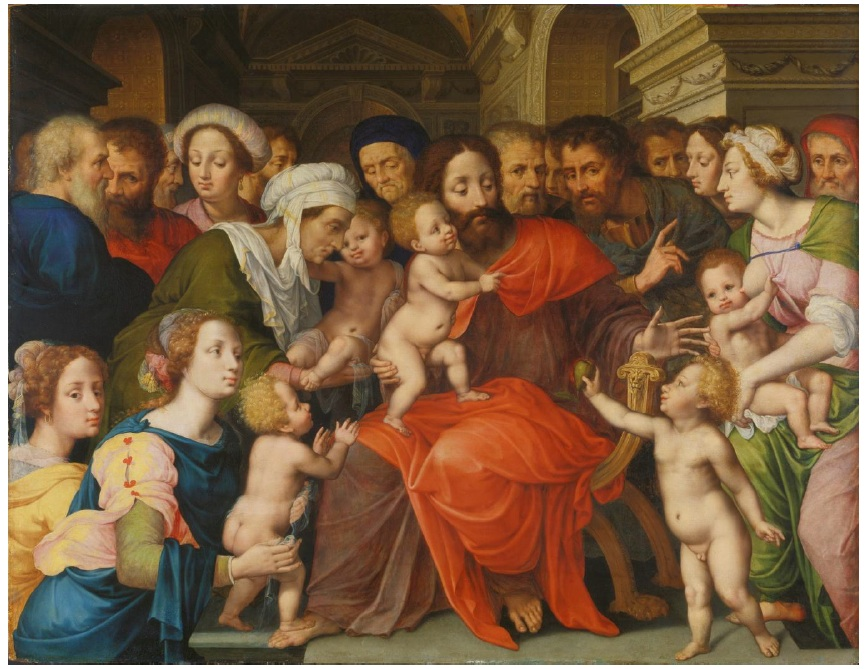
子供たちを祝福するキリスト アルテ・ピナコテーク 蔵
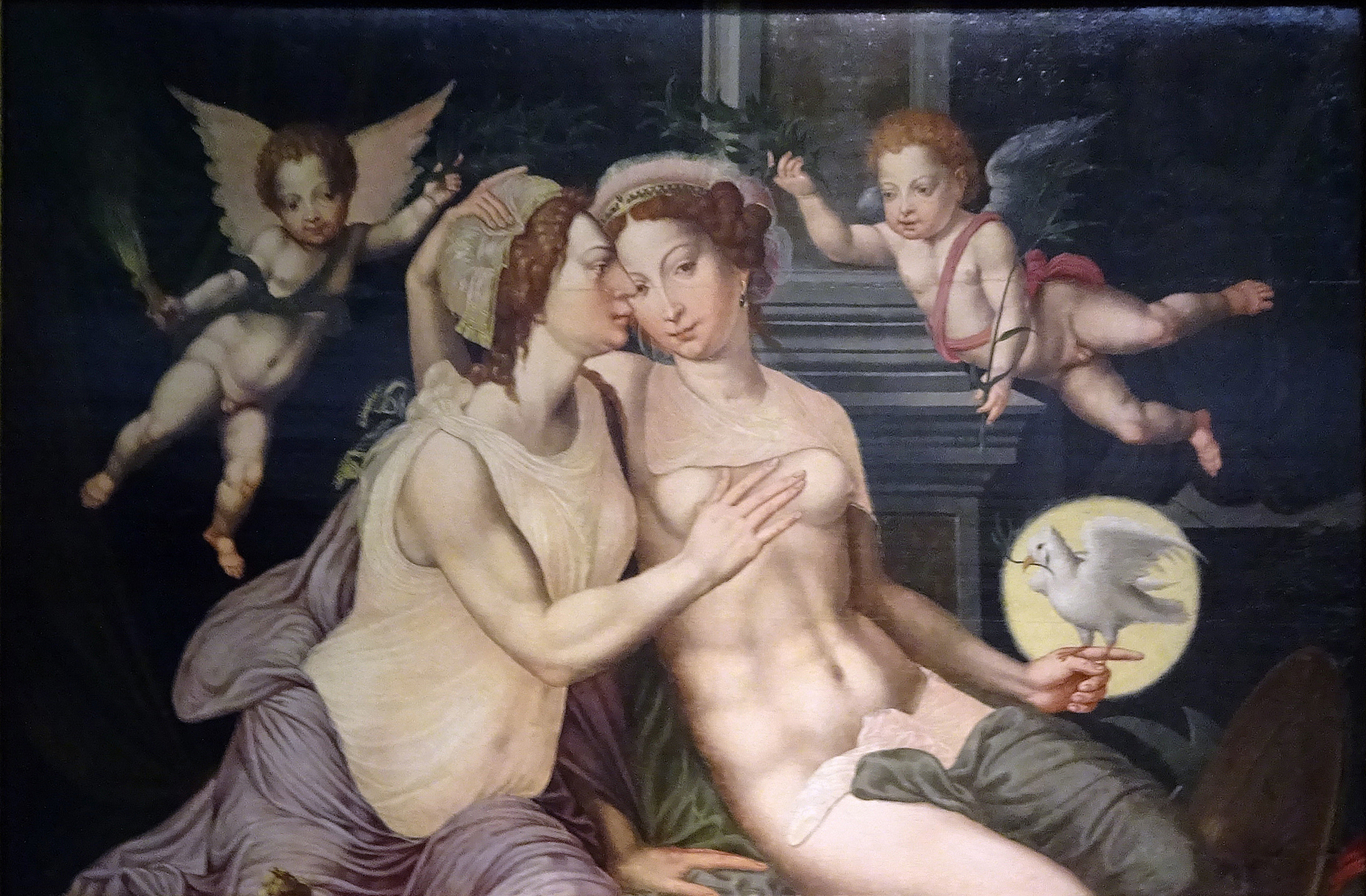
"正義と平和のキス デュッセルドルフ絵画館 蔵